# Agrypon sagivvarium
Agrypon sagivvarium là một loài tò vò trong họ Ichneumonidae.